# Tiroteig a l'església de Pansi
El Tiroteig a l'església de Pansi va ser un atac que es va produir el 16 de febrer de 2020, quan un nombrós grup d'homes armats va atacar un servei protestant del poble de Pansi, Burkina Faso. Pansi, un poble rural de la província de Yagha, a la regió del Sahel, a Burkina Faso, va ser objectiu de terroristes que volien saquejar subministraments i dissuadir la població local d'assistir o donar suport als serveis religiosos.

## Atac
Durant els serveis religiosos, un grup de 20 homes armats van llançar un atac contra una església protestant de la ciutat de Pansi, a la província de Yagha, després de separar els residents dels no residents. Tot i que l'església era l'objectiu principal, tant els cristians com els musulmans van ser objecte de l'atac dels terroristes. Els homes armats van prendre ostatges i van obligar tres dels ostatges a transportar arròs i oli saquejat del poble amb motos.
Moltes persones van anar a buscar tractament mèdic a la ciutat propera de Sebba després de l'atac. Altres víctimes van ser transportades pels serveis d'emergència a més de 100 milles a hospitals de Dori, on l'alcalde de la comuna de Boundoré, Sihanri Osangola Brigadie, va visitar diverses de les víctimes. 24 persones van morir durant el tiroteig i 18 van resultar ferides, a més de les tres que van ser preses com a ostatges pels terroristes i obligades a transportar béns robats. El pastor va ser un dels assassinats.

## Conseqüències
El director de Human Rights Watch, a l'Àfrica occidental, va assenyalar que hi ha terroristes que utilitzen els vincles percebuts per les víctimes amb governs o grups religiosos per atacar a la regió del Sahel de Burkina Faso. Els atacs contra l'església de Pansi es van produir sobretot després d'un segrest massiu del 10 de febrer a la propietat d'un pastor a la província de Yagha, en el qual després es van trobar mortes cinc persones, inclòs el pastor. L'atac de l'església Pansi va posar de manifest l'augment del terrorisme anticristià a la regió del Sahel de Burkina Faso, que es va produir durant un augment dels atacs jihadistes a la zona.